# Hippeophyllum
Hippeophyllum é um género botânico pertencente à família das orquídeas (Orchidaceae).